# غراهام أليوت
غراهام أليوت (بالإنجليزية: Graham Elliot)‏ هو صاحب مطعم وطاهي أمريكي، ولد في 4 يناير 1977 في سياتل في الولايات المتحدة.